# Janet Conrad
 Janet Marie Conrad (* 23. Oktober 1963 in Wooster, Ohio) ist eine US-amerikanische Physikerin und Forscherin. Sie ist Professorin für Elementarteilchenphysik am Massachusetts Institute of Technology und forscht auf dem Gebiet der Neutrinophysik.

## Leben und Werk
Conrad erhielt 1985 vom Swarthmore College einen Bachelor-Abschluss in Physik und 1987 einen M.Sc. in Hochenergiephysik an der Oxford University. Sie promovierte 1993 an der Harvard University in Hochenergiephysik. Danach forschte sie als Postdoktorandin an den Nevis Laboratories an der Columbia University und wechselte 1995 als Assistenzprofessorin in die Abteilung Columbia Physics. 
1999 wurde sie als außerordentlicher Professor an der Columbia University angestellt und 2006 zum Walter O. Lecroy Professor befördert.  2008 wechselte sie als Professor an die Abteilung für Physik des Massachusetts Institute of Technology.
Conrad ist mit dem Physiker Vassili Papavassiliou verheiratet, der eine Professur an der New Mexico State University hat. Sie ist die Nichte des Chemie-Nobelpreisträgers William Lipscomb.

## Auszeichnungen (Auswahl)
- 1986–1987: Keasbey Foundation Fellowship
- 1988: Harvard Physics Department (K.T. Bainbridge) Award
- 1991–1992: AAUW American Dissertation Fellowship
- 1996: NSF Career Advancement Award
- 1996: DOE Outstanding Junior Investigator Award
- 1998: NSF CAREER Award
- 1999: Presidential Early Career Award for Scientists and Engineers
- 2000: Alfred P. Sloan Research Fellow
- 2001: Maria Goeppert-Mayer Award der American Physical Society
- 2001: The New York City Mayor’s Award for Excellence in Science and Technology, Young Investigator
- 2003: Fellow of the American Physical Society
- 2005: Columbia Distinguished Faculty Fellow
- 2009: Guggenheim Fellow
- 2013: American Physical Society CSWP Woman Physicist of the Month
- 2014: Amar G. Bose Fellowship